# Жовтенська сільська рада (Довбишський район)
Жовтенська сільська рада — колишня адміністративно-територіальна одиниця та орган місцевого самоврядування у Баранівському і Довбишському (Щорському) районах Волинської округи, Київської та Житомирської областей Української РСР з адміністративним центром у селі Жовте.

## Населені пункти
Сільській раді на час ліквідації були підпорядковані населені пункти:
- с. Жовте
- с. Червонодвірка

## Історія та адміністративний устрій
Створена 13 червня 1930 року, відповідно до наказу Волинського ОВК № 38 «Про утворення нових сільрад у Волинській окрузі», в складі сіл Жовте, Станіславівка та колонії Червоний Двір (згодом — Червонодвірка) Острожецької сільської ради Баранівського району Волинської округи. 9 вересня 1939 року включена до складу Щорського (згодом — Довбишський) району. Станом на 1 жовтня 1941 року на обліку числиться хутір Фіняк, що в подальшому не облікується (можливо, одна з назв Червонодвірки); с. Станіславівка не перебуває на обліку населених пунктів.
Станом на 1 вересня 1946 року сільська рада входила до складу Довбишського району Житомирської області, на обліку в раді перебували с. Жовте та х. Червонодвірка.
Ліквідована 11 серпня 1954 року, відповідно до указу Президії Верховної ради УРСР «Про укрупнення сільських рад по Житомирській області», територію та населені пункти приєднано до складу Тартацької сільської ради Довбишського району Житомирської області.